# Süddeutsche Handballmeisterschaft 1953
Die Süddeutsche Handballmeisterschaft 1953 war die vierte vom Süddeutschen Handballverband (SHV) ausgerichtete Endrunde um die Süddeutsche Meisterschaft im Hallenhandball der Männer. Sie wurde am 1. Februar 1953 in Stuttgart (Halle Killesberg III) ausgespielt.

## Turnierverlauf
Meister wurde der TSV 1905 Rot, der sich damit auch für die Endrunde zur Deutschen Meisterschaft 1953
 qualifizierte und dabei in der Vorrundengruppe A über den vierten Platz nicht hinauskam.
Der Vizemeister
 TSV Braunshardt war ebenfalls für die Endrunde um die Deutsche Meisterschaft qualifiziert und belegte dort
 in der Vorrundengruppe B den 4. Platz. Damit war für beide Teams das Turnier beendet, da nur die jeweils
 Gruppenzweiten die Endrunde erreichten.

### Modus
Teilnahmeberechtigt waren jeweils die Meister der Endrunden Baden, Südbaden, Bayern und Württemberg.
 Es spielte jeder gegen jeden, der Meister war für die Endausscheidung zur Deutschen Meisterschaft 1953
 qualifiziert.

### Endrunde
TSV 1905 Rot 	– 	TSV Zuffenhausen 	5 	: 	5
TSV Braunshardt 	– 	FC Bayern München 	7 	: 	4
TSV 1905 Rot 	– 	TSV Braunshardt 	6 	: 	4
TSV Zuffenhausen 	– 	FC Bayern München 	6 	: 	3
TSV 1905 Rot 	– 	FC Bayern München 	7 	: 	5
TSV Braunshardt 	– 	TSV Zuffenhausen 	3 	: 	2

### Endrundentabelle
Saison 1952/53
|    | Mannschaft        | Sp | Pkte |
| -- | ----------------- | -- | ---- |
| 1. | TSV 1905 Rot      | 3  | 6:0  |
| 2. | TSV Braunshardt   | 3  | 4:2  |
| 3. | TSV Zuffenhausen  | 3  | 1:5  |
| 4. | FC Bayern München | 3  | 1:5  |

Süddeutscher Meister und für die Endrunde zur Deutschen Meisterschaft 1952/53 qualifiziert
 Für die Endrunde zur Deutschen Meisterschaft 1953 qualifiziert